# Léon Goossens
Léon Jean Goossens (CBE, FRCM; Liverpool, 12 giugno 1897 – Royal Tunbridge Wells, 13 febbraio 1988) è stato un oboista britannico.

## Biografia
Nacque a Liverpool, nel Lancashire e studiò al Liverpool College of Music e al Royal College of Music. Suo padre era il violinista e direttore Eugène Goossens, suo fratello il direttore e compositore Eugene Aynsley Goossens e le sue sorelle le arpiste Marie e Sidonie Goossens.
Durante la prima e la metà del XX secolo era considerato tra i principali oboisti del mondo. Entrò nella Queen's Hall Orchestra,  diretta da Henry Wood, all'età di 15 anni e in seguito (1932) fu ingaggiato da Sir Thomas Beecham per la neonata London Philharmonic Orchestra, ma godette anche di una ricca carriera da solista e da camera. Divenne famoso per il suo suono straordinariamente piacevole che nessun altro oboista poteva eguagliare. Gli oboisti del passato tendevano a essere divisi tra la scuola francese (elegante ma sottile e acuto) e la tedesca (piena e rotonda ma piuttosto goffa, con poco o nessun vibrato), ma Goossens riuniva le migliori qualità di entrambi gli stili.
Goossens commissionò una serie di opere per oboe a illustri compositori come Sir Edward Elgar, Ralph Vaughan Williams e Rutland Boughton e collaborò ampiamente con altri importanti solisti come Yehudi Menuhin. Tra i suoi numerosi allievi c'erano gli oboisti Evelyn Barbirolli, Joy Boughton, figlia di Rutland Boughton e Peter Graeme, oboista del Melos Ensemble.
Fu nominato Commendatore dell'Ordine dell'Impero Britannico (CBE) nel 1950 e nominato membro del Royal College of Music nel 1962.

## Lavori commissionati e/o dedicati
- Concerto per Oboe e Archi, Op. 39 Malcolm Arnold
- Oboe Quartet, Op. 61 (1957) Malcolm Arnold
- Sonatina per Oboe e Piano, Op. 28 Malcolm Arnold
- Quintet per Oboe e Archi Arnold Bax
- Quintet per Oboe e Archi Arthur Bliss[2]
- Concerto No. 2 per Oboe e Archi in G Rutland Boughton
- Sonata per Oboe e Piano, York Bowen
- Phantasy Quartet per oboe, violin, viola e cello, Benjamin Britten
- Sonata per Oboe e Piano Arnold Cooke
- Three Pieces per Oboe e Piano Thomas Dunhill
- Soliloquy per Oboe Edward Elgar
- Idyll per oboe e orchestra (1926) Harry Farjeon
- Concerto, Op. 45, by his brother Eugene Goossens
- Sonata per Oboe e Piano Herbert Howells
- Quartet per Oboe e Archi Gordon Jacob
- French Suite per Oboe e Piano  Alan Richardson
- Concerto in la minore per oboe ed archi, Ralph Vaughan Williams